# Uruçu
Uruçu  ou iruçu (do tupi eiru'su, de e'ira ou ira: 'mel, que tem mel'; ou redução de ei'ruwa, 'abelha', e -uçu, redução de gwa'su: 'grande') é a designação comum a diversas espécies maiores de abelhas sociais, da subfamília dos meliponídeos, que geralmente medem mais de 10 mm de comprimento, tais como:
- Schwarziana quadripunctata (também conhecida como abelha-mulata, uruçu-mineiro,[1] guiruçu, mulatinha, abelha-do-chão, papa-terra, iruçu-do-chão[2])
- Melipona bicolor (conhecida como guarupu, guaraipo, guarubú, uruçu-pé-de-pau[3])
- Melipona flavolineata (uruçu-amarelo)
- Melipona fuliginosa (uruçu-boi)
- Melipona quinquefasciata (uruçu-do-chão, mandasaia-do-chão)
- Melipona rufiventris (uruçu-amarela, tujuba)
- Melipona scutellaris (popularmente conhecida como uruçu nordestina,[4] uruçu-boi ou uruçu-de-caboclo)